# هیستر-یل
هیستر-یل (انگلیسی: Hyster-Yale) شرکت صنایع سنگین آمریکایی است، که در سال ۲۰۱۲ تأسیس شد.